# Antoaneta Sabău
Antoaneta Sabău (n. 12 august 1982, Mangalia) este un filolog, traducător și editor român. Este  cercetător la Centrul de Cercetare Ecumenică, membră a redacției revistei Review of Ecumenical Studies, cadru didactic la Universitatea „Lucian Blaga” din Sibiu și coordonatoare a Școlii de Limbi clasice și orientale ”Dan Slușanschi”.

## Studii
Antoaneta Sabău a studiat limbi clasice la  Facultatea de Filologie Clasică a Universității din București și medievistică la Universitatea Central Europeană din Budapesta. A avut stagii de cercetare la Centre Sevres în Paris, University College Dublin, Warburg Institute (University of London), Pontifical Institute for Medieval Studies din Toronto. A obțiunt o bursă de formare în paleografie latină (Diploma Program in Manuscript Studies, the American Academy in Rome și the Pontifical Institute for Medieval Studies, Toronto). Deține din partea Institului Pontifical de Studii Medievale și un certificat de competență în latina medievală.

## Activitatea universitară
Antoaneta Sabău studiază tradiția textuală latină a Exercițiilor Spirituale ale lui Ignatiu de Loyola și a fost implicată în diverse proiecte de traducere atât din limbi clasice  (din limba latină, greacă, ebraică), cât și moderne. A tradus în limba română autori precum Toma de Aquino, Ignațiu de Loyola, Anthony Kenny, Alvin Plantinga, Daniel Dannett etc. În prezent lurează la traducerile lui Joan Scotus Eriugena în limba latină a scrierilor lui Dionise Areopagitul și Maxim Mărturisitorul. Pregătește primele traduceri românești a două lucrări ale lui Ion Scotus Eriugena: Periphyseon și De Predestinatione. Între 2017 a fondat programul de burse  Andre Scrima, iar până în 2020 a fost coordanatoarea programului.

## Editor
Antoaneta Sabău coordonează pentru Editura Ratio et Revelatio colecția „Rubicon”, și seriile „Cogitatio fidei” și „Mediaevalia”.

## Școala de limbi clasice și orientale "Dan Slușanschi"
La Sibiu, în cadrul Universității Lucian Blaga, Antoaneta Sabău a fondat, Împreună cu Florin George Călian, o școală de limbi clasice și orientale care poartă denumirea de "Școala de limbi clasice și orientale Dan Slușanschi". Studenții participanți la programul oferit de Școala ”Dan Slușanschi” sunt din Germania, Danemarca, Marea Britanie, Franța, Portugalia, Olanda, Belarus, Ungaria, Serbia, România, Statele Unite, Singapore, India și Australia. Limbile care se predau în cadrul școlii sunt: latină și latină vorbită, greacă veche, ebraică biblică și egipteană târzie (coptă sahidică).

## Interviuri
- Interviu cu Antoaneta Sabău (realizat de Ștefan Colceriu) - Despre limbile clasice

- Radio Trinitas: Interviu cu Antoaneta Sabău (realizat de Alexandru Dădârlat)

- Freedom TV Europe: Interview with Antoaneta Sabău
- Studiul intensiv al limbilor clasice (cu Antoaneta Sabău și Florin Călian)

- Deus meus in te confido (Ps 25,2)